# پلنگ‌آباد (ساوه)
پلنگ‌آباد (ساوه)، روستایی از توابع بخش مرکزی شهرستان ساوه در استان مرکزی ایران است.

## جمعیت
این روستا در دهستان شاهسونکندی قرار دارد و براساس سرشماری مرکز آمار ایران در سال ۱۳۸۵، جمعیت آن ۵۱ نفر (۲۱خانوار) بوده‌است.آخرین آمار رسمی سال۱۳۹۹ تعداد ۳۴ خانوار باجمعیت ۷۷ نفر را نشان میدهد.
محصولات کشاورزی این روستا شامل بادام،گردو،انار(سه محصول با تولید انبوه)و آلبالو، انگور، سیب، زردآلو، هلو،گوجه سبز، به،انجیر،گلابی، به طور خرد و در حد نیاز خود اهالی تولید میشود، همچنین تعدادی از روستائیان به طور عمده چندین گله گوسفند و بز داشته و به دامپروری و تولید محصولات لبنی مشغول هستند تعدادمحدودی گاوشیرده و اسب نیز در روستا پرورش داده میشود. انار این روستا بسیار با کیفیت ( پوست نازک، پرآب، خوش طعم) و تقریبا تنها محصول باکیفیت با برند انار پلنگ آباد در استان مرکزی و استانهای همجوارشناخته شده میباشد.کلیه محصولات کشاورزی و دامی به طور کامل ارگانیک بوده و به ندرت از سموم و گودهای شیمیایی استفاده میگردد.آب کشاورزی و شرب روستا از تعدادی چشمه و قنات به طور طبیعی تامین میگردد و به طور طبیعی از آب باران و برف نشسته بر کوههای اطراف روستا تامین میگردد. این روستا با ارتفاع قابل توجه از سطح دریا و قرارگیری در میان رشته کوه های سنگی و صخره ای وضعیت منحصر بفردی نسبت به روستاهای همجوار داشته ، آب و هوای معتدل در سه فصل سال و سرد و برفی در زمستان دارد.